# Kazimierz Poniatowski (polityk)
Kazimierz Poniatowski (ur. 20 sierpnia 1950 w Wojtkowicach Starych) – polski nauczyciel, senator II kadencji.

## Życiorys
Ukończył w 1973 studia matematyczne w Wyższej Szkole Pedagogicznej w Krakowie. Od początku kariery zawodowej związany z I Liceum Ogólnokształcącym im. Króla Stanisława Leszczyńskiego w Jaśle, w którym pracował jako nauczyciel matematyki. W 2004 został zastępcą dyrektora tej szkoły.
W 1980 wstąpił do „Solidarności”, organizował struktury związku w okolicach Jasła. Uczestniczył w I Krajowym Zjeździe Delegatów w Gdańsku. Po wprowadzeniu stanu wojennego zajmował się organizacją pomocy dla represjonowanych, współtworzył niejawny lokalny Biuletyn Informacyjny „S”.
W latach 1991–1993 sprawował mandat senatora II kadencji z ramienia Porozumienia Obywatelskiego Centrum, wybranego z województwa krośnieńskiego. Bez powodzenia ubiegał się o reelekcję, wycofując się następnie z polityki. W 2005 i 2010 był w składach regionalnych komitetów poparcia kandydatów PiS na urząd prezydenta RP – odpowiednio Lecha Kaczyńskiego i Jarosława Kaczyńskiego.

## Odznaczenia
Został wyróżniony Medalem Komisji Edukacji Narodowej (1993), Srebrnym (1995) i Złotym (2004) Krzyżem Zasługi, Krzyżem Wolności i Solidarności (2013) oraz Krzyżem Kawalerskim Orderu Odrodzenia Polski (2021).